# Vic-Fezensac
Vic-Fezensac är en kommun i departementet Gers i regionen Occitanien i sydvästra Frankrike. Kommunen ligger i kantonen Vic-Fezensac som tillhör arrondissementet Auch. År 2022 hade Vic-Fezensac 3 578 invånare.

## Befolkningsutveckling
Antalet invånare i kommunen Vic-Fezensac
Referens:INSEE